# High Civilization
A High Civilization című lemez a Bee Gees együttes diszkográfiájának harmincötödik nagylemeze.

## Az album dalai
1. High Civilization (Barry, Robin és Maurice Gibb) – 5:31
2. Secret Love (Barry, Robin és Maurice Gibb) – 3:42
3. When He's Gone (Barry, Robin és Maurice Gibb) – 5:59
4. Happy Ever After (Barry, Robin és Maurice Gibb) – 6:17
5. Party with No Name (Barry, Robin és Maurice Gibb) – 4:56
6. Ghost Train (Barry, Robin és Maurice Gibb) – 6:04
7. Dimensions (Barry, Robin és Maurice Gibb) – 5:28
8. The Only Love (Barry, Robin és Maurice Gibb) – 5:36
9. Human Sacrifice (Barry, Robin és Maurice Gibb) – 5:42
10. True Confessions (Barry, Robin és Maurice Gibb) – 5:16
11. Evolution (Barry, Robin és Maurice Gibb) – 5:37

## A számok rögzítési ideje
1990. Middle Ear Stúdió Miami Beach

## Közreműködők
- Barry Gibb – ének, gitár
- Robin Gibb – ének
- Maurice Gibb – basszusgitár, gitár, ütőhangszerek, billentyűs hangszerek, ének
- Tim Moore – billentyűs hangszerek
- Alan Kendall – gitár
- George „Chocolate” Perry – basszusgitár
- Lenny Castro – ütőhangszerek
- Julia Waters, Maxine Waters – ének

## A nagylemez megjelenése országonként
- Argentína WB 7599 26530-1 1991
- Ausztrália WB 7599 26530-1 1991
- Belgium  WB 7599 26530-1 1991
- Brazília WB 6709247 1991
- Amerikai Egyesült Államok WB WX 2-26530 1991
- Egyesült Királyság WB WX 417 1991
- Franciaország WB WE 391 1991
- Hollandia WB 7599 26530-1 1991
- Japán Warner WPCP4230 1991
- Koreai Köztársaság Warner WL-109 1991
- Lengyelország MUZA SX 3056 1991
- Németország WB 7599 26530-1 1991
- Olaszország WB 7599 26530-1 1991
- Spanyolország WB 7599 26530-1 1991
- Svájc WB 7599 26530-1 1991

## Az album dalaiból megjelent kislemezek, EP-k
- Secret Love / True Confessions Egyesült Királyság WB W0014 1991, Németország WB 5439-19399-7 1991, Olaszország WB 5439-19399-7 1991
- Secret Love / True Confessions / Human Sacrifice Egyesült Királyság WB W0014-T 1991, Németország WB 9362-40014-0 1991, Németország CD WB 9362-40014-2 1991
- Secret Love / Human Sacrifice Japán CD Warner WPOP6275 1991
- The Only Love / You Win again Egyesült Királyság WB W0049 1991, Németország WB 5439 19279-7 1991
- The Only Love / Massachusetts / You Win Again  Egyesült Királyság WB W0049 1991, Németország WB 9362.40093-0 1991, CD: WB 9362-40093-2 1991
- When He's Gone / Massachusetts Egyesült Királyság UK WB W0029 1991
- When He's Gone  promo Egyesült Királyság Warner Bros 1991, Spanyolország WEA 1377 1991

## Eladott példányok
A High Civilization lemezből a világban 1,1 millió példány (ebből Németországban 500 ezer) kelt el.

## Number One helyezés a világban
A lemez dalaiból nem született Number One